# Euphoria / The Ep
'Euphoria, originalmente lanzado simplemente como The EP es un EP de 1996 de Vinnie Vincent , auto editado por el propio sello Metal una de Vincent. El propósito era obtener una vista previa del material de un álbum llamado Guitarmageddon que aún no se ha materializado.
Fue grabado a principios de la década de 1990 con Vincent a la guitarra y bajo, el ex vocalista de Vinnie Vincent Invasion , Robert Fleischman , y el baterista Andre LaBelle. Estas sesiones fueron pagadas por Enigma Records que iban a lanzar el disco completo, Vincent terminó insatisfecho con las grabaciones. Por razones desconocidas, Vinnie Vincent superpuso la batería de LaBelle con una caja de ritmos antes de lanzarla en 1996.

## Lista de canciones
Todas las canciones escritas y compuestas por Vinnie Vincent. 
| N.º | Título            | Duración |  |
| 1.  | «Euphoria»        | 5:21     |  |
| 2.  | «Get the Led Out» | 6:14     |  |
| 3.  | «Wild Child»      | 5:11     |  |
| 4.  | «Full Shredd»     | 4:56     |  |

## Personal
- Robert Fleischman - Voz
- V. Meister - Batería
- Vinnie Vincent - Guitarras, bajo, coros

### Músicos no acreditados
- Andre LaBelle - Batería

### Producción
- Phil Kenzie - Coproductor, ingeniero
- Vinnie Vincent - Productor, ingeniero